# Mohamed Ben Ahmed Abdelghani
Mohamed Ben Ahmed Abdelghani (Orano, 18 marzo 1927 – Algeri, 22 settembre 1996) è stato un militare, politico e ministro algerino.
Nel 1954 fu tra i primi a dare inizio alla guerra di liberazione nazionale. Nel 1965 appoggiò il colpo di Stato di Houari Boumédienne ed entrò nel Consiglio della rivoluzione. Nel 1974 divenne Ministro degli interni e nel marzo 1979 il presidente Chadli Bendjedid lo nominò primo ministro, carica che mantenne fino al 1984. Fu ministro di stato dal 1984 al 1988.